# (2636) Lassell
(2636) Lassell ist ein Asteroid des Hauptgürtels, der am 21. Februar 1982 vom US-amerikanischen Astronomen Edward L. G. Bowell an der Anderson Mesa Station (IAU-Code 688) des Lowell-Observatoriums in Coconino County entdeckt wurde.
Der Asteroid wurde nach dem britischen Amateurastronomen William Lassell (1799–1880) benannt, der mit selbstkonstruierten Teleskopen von seiner Sternwarte bei Liverpool aus 1846 den Neptunmond Triton, 1848 den Saturnmond Hyperion und 1851 die Uranusmonde Ariel und Umbriel entdeckte.